# Louis Darteyre
Louis Darteyre est un homme politique français né le 9 décembre 1870 à Espinchal (Puy-de-Dôme) et décédé le 25 octobre 1932 à Saint-Amant-Tallende (Puy-de-Dôme)
Médecin à Saint-Amant-Tallende, il est conseiller municipal de la commune en 1900 et maire de 1909 à 1932. Il est également conseiller général de 1900 à 1932. En 1927, il est élu sénateur et le reste jusqu'à son décès, sans avoir une grande activité parlementaire.

## Sources
- « Louis Darteyre », dans le Dictionnaire des parlementaires français (1889-1940), sous la direction de Jean Jolly, PUF, 1960 [détail de l’édition]